# Xenographia semifusca
Xenographia semifusca là một loài bướm đêm trong họ Geometridae.